# Edward L. Taylor

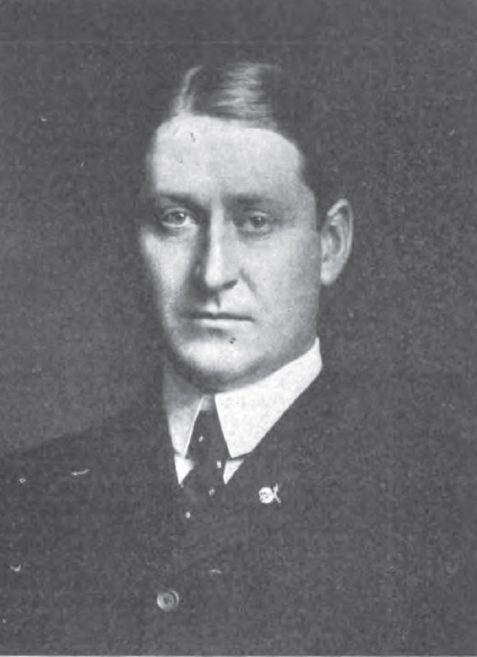
Edward L. Taylor

Edward Livingston Taylor Jr. (* 10. August 1869 in Columbus, Ohio; † 10. März 1938 ebenda) war ein US-amerikanischer Politiker. Zwischen 1905 und 1913 vertrat er den Bundesstaat Ohio im US-Repräsentantenhaus.

## Leben
Edward Taylor besuchte die öffentlichen Schulen seiner Heimat und die dortige Columbus High School. Nach einem anschließenden Jurastudium und seiner 1891 erfolgten Zulassung als Rechtsanwalt begann er in Columbus in diesem Beruf zu arbeiten. Zwischen 1899 und 1904 war er Staatsanwalt im Franklin County. Gleichzeitig schlug er als Mitglied der Republikanischen Partei eine politische Laufbahn ein.
Bei den Kongresswahlen des Jahres 1904 wurde Taylor im zwölften Wahlbezirk von Ohio in das US-Repräsentantenhaus in Washington, D.C. gewählt, wo er am 4. März 1905 die Nachfolge des Demokraten De Witt C. Badger antrat. Nach drei Wiederwahlen konnte er bis zum 3. März 1913 vier Legislaturperioden im Kongress absolvieren. Im Jahr 1912 wurde er nicht wiedergewählt.
Nach dem Ende seiner Zeit im US-Repräsentantenhaus praktizierte Edward Taylor wieder als Anwalt. Er starb am 10. März 1938 in Columbus, wo er auch beigesetzt wurde.